# Villermain
Villermain is een gemeente in het Franse departement Loir-et-Cher (regio Centre-Val de Loire) en telt 304 inwoners (2005). De plaats maakt deel uit van het arrondissement Blois.

## Geografie
De oppervlakte van Villermain bedraagt 27,8 km², de bevolkingsdichtheid is 10,9 inwoners per km².
De onderstaande kaart toont de ligging van Villermain met de belangrijkste infrastructuur en aangrenzende gemeenten.

## Demografie
Onderstaande figuur toont het verloop van het inwonertal (bron: INSEE-tellingen).